# Kościej Nieśmiertelny

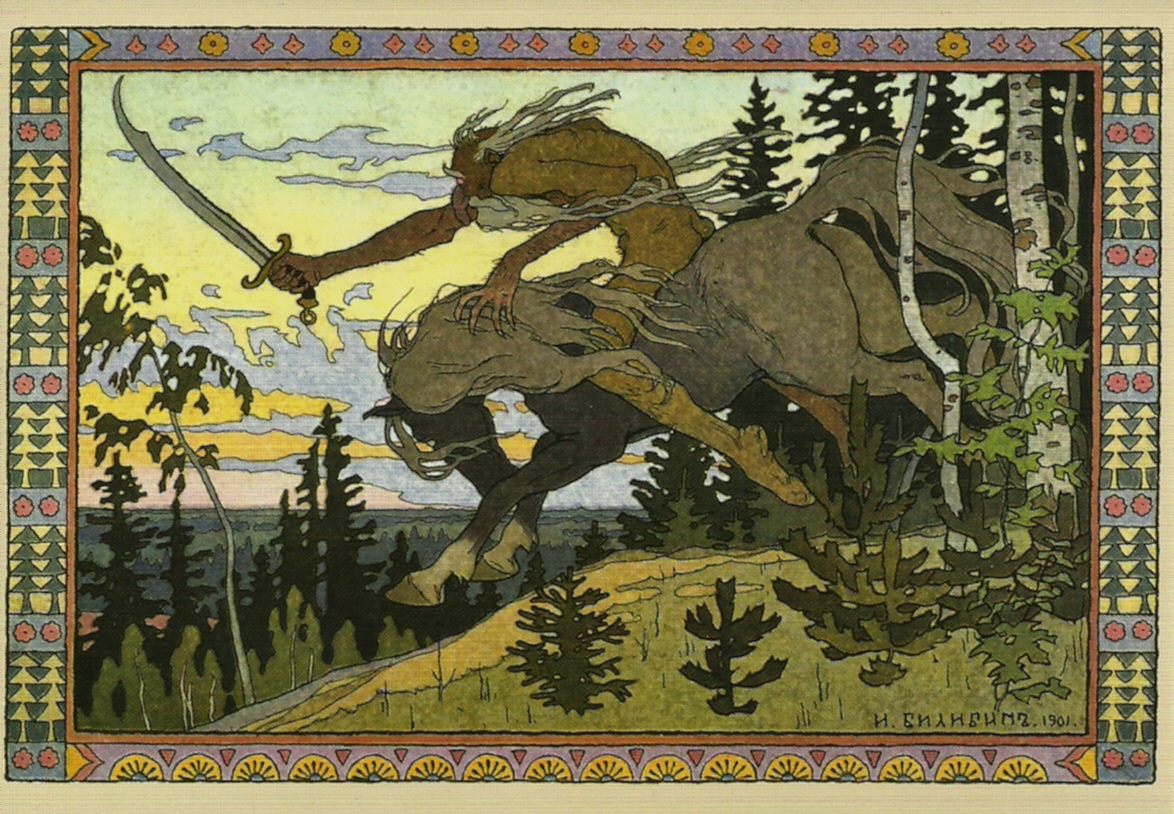
Kościej na ilustracji Iwana Bilibina

Kościej Nieśmiertelny (ros. Кощей Бессмертный) – postać z folkloru wschodniosłowiańskiego, czarny charakter z baśni i podań ludowych. 
Kościej był czarownikiem – chudym, starym i brzydkim. Mieszkał w zamku wśród gór, był w posiadaniu niezliczonych skarbów. Najważniejszym z nich była żywa woda i martwa woda. Żywa przywracała do życia umarłych i konających, martwa leczyła rany, a jej picie dawało długowieczność. Kościej przechowywał swoje serce ukryte poza ciałem, nie można więc go było zabić, nie odnalazłszy wpierw i nie zniszczywszy jego serca.
Wzmianka o Kościeju (nazwanym "carem Kościejem") pojawia się w prologu do Rusłana i Ludmiły Puszkina. Baśń o Kościeju Nieśmiertelnym jest zamieszczona w zbiorze Narodnyje russkije skazki (ros. Народные русские сказки) Aleksandra Afanasjewa. Kościej jest tytułowym bohaterem opery Nikołaja Rimskiego-Korsakowa, pojawia się też w balecie Ognisty ptak Igora Strawinskiego z librettem Michaiła Fokina. Jest on negatywną postacią w "Baśni o Janku Poranku, złym Kościeju i pięknej królewnie", pochodzącej z białoruskiego folkloru.

## W popkulturze
Postać Kościeja pojawia się też we współczesnych utworach fantastycznych, np. w powieściach Poniedziałek zaczyna się w sobotę braci Strugackich, Nieśmiertelny Catherynne M. Valente oraz opowiadaniu Droga, z której się nie wraca Andrzeja Sapkowskiego, a także komiksach The Sandman: Fables and Reflections i Hellboy: Darkness Calls. Jest głównym antagonistą w Dziewczynie z wieży (ISBN 978-83-287-1160-0) stanowiącej drugą część trylogii fantasy inspirowanej baśniami rosyjskimi autorstwa Katherine Arden. Kościej Nieśmiertelny występuje także, jako bohater pozytywny, w debiutanckiej powieści Ekateriny Sedii Tajemna historia Moskwy (ISBN 978-83-7480-101-0). Inspirowane Kościejem postaci występują w grach fantasy Disciples II Mroczne Proroctwo i Polanie II, zaś w polskim tłumaczeniu gry The Elder Scrolls III: Morrowind kościejami są nazwane szkielety ze specjalnymi zdolnościami. W Heroes of Might and Magic III są to po prostu silniejsze i lepiej uzbrojone szkielety. 